# Maledimiele
Maledimiele è un film del 2010 diretto da Marco Pozzi interpretato da Benedetta Gargari, Gianmarco Tognazzi, Sonia Bergamasco e con l'amichevole partecipazione di Isa Barzizza.
Il film è stato presentato alla 67ª Mostra internazionale d'arte cinematografica di Venezia ricevendo il premio speciale del Fiuggi Family Festival.
Nell'aprile 2011 si è classificato al primo posto al Filmspray di Firenze 2011.

## Trama
Sara è una ragazza di quindici anni che si ammala di anoressia nervosa, e inizia così a condurre una sorta di doppia vita di cui si accorgono con difficoltà sia i genitori che le amiche del cuore. Un giorno però la ragazza sviene durante una gita scolastica, e il suo segreto viene così alla luce.

## Scelta del titolo
Il regista ha sostenuto in un'intervista che il titolo del film è stato scelto per richiamare la prima fase dell'anoressia (detta "luna di miele"), in cui l'ammalata dimagrisce, ma si sente forte. Al tempo stesso, il titolo è una citazione all'omonimo brano degli Afterhours.

## Colonna sonora
Il brano principale della colonna sonora del film è intitolata L'altra parte di me composta e cantata da Chiara Iezzi, del duo Paola & Chiara.
Il resto delle musiche sono di Claudio Pelissero.

## Riconoscimenti
- Fiuggi Family Festival
  - Premio speciale
- 2011 - Filmspray
  - Primo classificato